# WECル・マン24
『WECル・マン24』(WEC Le Mans 24)は、コナミが1986年9月にアーケード向けに発売した、ル・マン24時間レースを題材にしたレースゲーム。開発元はコアランドである。

## ゲーム概要
実在する「サルト・サーキット」をモデルとしたコースを、規定時間内に4周してゴールインする事が目的である。ゲームは残り時間制で、途中に数ヶ所あるチェックポイントを通過することで残り時間が加算されるが、チェックポイントを通過する前に残り時間が0になるとゲームオーバーである。周回を重ねる毎にBGMが変わり敵車の往来が激しくなる。また、4周でちょうど一日が経過するように背景の明るさや空の色が変化していく。
なお、本来のル・マン24時間レースは「24時間の間にどれだけの距離を走行できるか」を競う耐久レースであり、規定周回数で順位を競うレースではない。

## 開発の経緯
コナミは当時、世界スポーツプロトタイプカー選手権のレーシングチームである「スパイス・レーシングチーム」（Spice Engineering）をスポンサードしており、そのスポンサーライセンスを使用して開発したゲームである。タイトル画面にも「Officially approved by Automobile Club de l'Ouest (A.C.O)」の表示がある。

## 筐体の種類

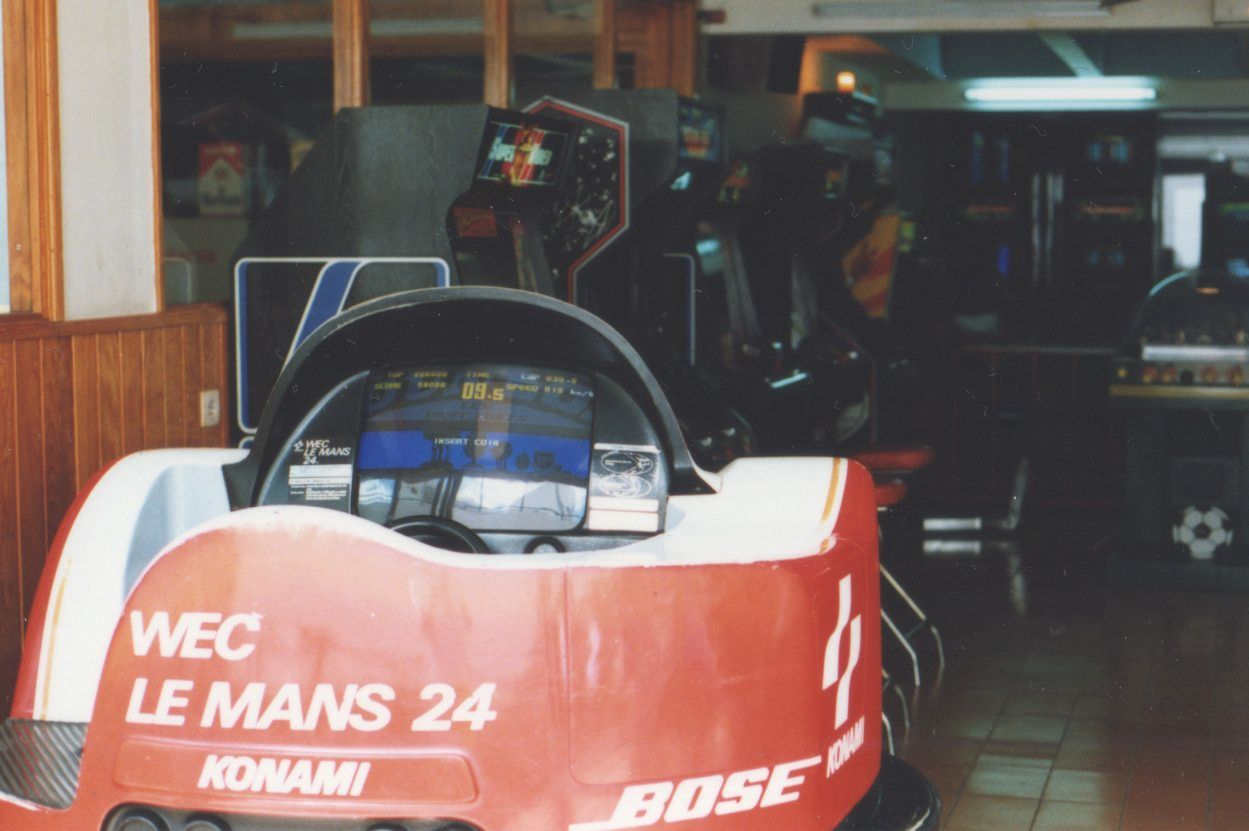
デラックス筐体
円筒状の筐体を上下二段に重ねた形状になっており、上段がプレイ用にコクピット状になっている。プレイヤーは筐体上部の座席に座ってプレイする、筐体はプレイヤーのステアリング操作に合わせて機械駆動で左右に最大180度回転する。また縁石に乗り上げると筐体が傾く仕様となっている。この他に業界初の反力機構付きのキックバック・ステアリングが搭載されている。
開発当初は左右360度に回転する仕様だったが、テストプレイであまりにも回転が激しくゲームにならないため180度に抑えられた。またフロントパネルに本物のタコメーターを取り付ける案もあったが、コストの関係で没になった。
通常筐体
プレイヤーのステアリング操作によってプレイヤー自身の力、つまり人力で筐体を左右旋回させる構造となっている。そのためステアリング操作は重く、それを補正するためかステアリングホイールはまるで遊園地のティーカップのように水平に近いポジションとなっている。プレイヤーは半ば「踏ん張る」ような姿勢でプレイすることになるため、アクセルとブレーキのペダルは床面からほぼ垂直にせり出したポジションとし、そのような姿勢でのペダル操作を可能とさせている。

## 評価
本作のリリースと同時期には、セガ（後のセガ・インタラクティブ）より同系列の大型筐体を用いたレースゲームの「アウトラン」が発売された。当時のほとんどのオペレーターは、レースカーでサーキット内を周回するという比較的地味な本作よりも、高級オープンカーでヨーロッパの公道を快走するという、当時としては斬新で華のあるアウトランの方を選んだ。そのため本作は、設置されていても通常筐体版の方が多く、デラックス筐体のほうを設置している店舗はほとんど見られなかった。